# 胡德冰川
83°55′S 173°10′E / 83.917°S 173.167°E
胡德冰川是南極洲的冰川，位於杜費克海岸，全長46公里，最終在英聯邦山脈和塞帕拉欣山脈之間注入羅斯冰架，由歐內斯特·沙克爾頓率領的英國探險隊發現。